# Dissotrocha aculeata
Dissotrocha aculeata är en hjuldjursart som först beskrevs av Ehrenberg 1832.  Dissotrocha aculeata ingår i släktet Dissotrocha och familjen Philodinidae. Arten är reproducerande i Sverige.

## Underarter
Arten delas in i följande underarter:
- D. a. aculeata
- D. a. crystallina
- D. a. decemcuspis
- D. a. didyma
- D. a. dukesi
- D. a. ecksteini
- D. a. gossei
- D. a. hebes
- D. a. inserta
- D. a. markmani
- D. a. medioaculeata
- D. a. milnei
- D. a. multicollis
- D. a. multiplicans
- D. a. murrayi
- D. a. octobullata
- D. a. octocollis
- D. a. quadricarinata
- D. a. quadrispinosa
- D. a. rachis
- D. a. repanda
- D. a. reversa
- D. a. serangodes
- D. a. simplex